# Cagra Trülku
| Tibetische Bezeichnung                                                                         |
| ---------------------------------------------------------------------------------------------- |
| Tibetische Schrift: ལྕགས་ར་སྤྲུལ་སྐུ                                                                 |
| Wylie-Transliteration: lcags ra sprul sku                                                      |
| Offizielle Transkription der VRCh: Jagra zhügu                                                 |
| THDL-Transkription: Chakra Trülku                                                              |
| Andere Schreibweisen: Chakra Tulku; Chagra Tulku; Jagra Trulku; Jagra Rinpoche; Gyai'ra Trülku |
| Chinesische Bezeichnung                                                                        |
| Vereinfacht: 甲热活佛                                                                          |
| Pinyin:Jiare huofo                                                                             |

Cagra Trülku (tib. lcags ra sprul sku) ist der Titel einer Inkarnationsreihe der Gelug-Schule des tibetischen Buddhismus. Ihr Sitz ist im Kloster Chamdo Champa Ling in Chamdo in Osttibet, wo auch der Phagpa Lha seinen Sitz hat.
Der erste Vertreter, Drubthob Sanggye Peljor (grub thob sangs rgyas dpal 'byor; 1449–1523) war ein Neffe und Schüler des 1. Phagpa Lha ('phags pa lha) Gyelwa Phagpa Lha (rgyal ba 'phags pa lha; 1439–1487), dem er bei der Gründung zahlreicher Klöster im südöstlichen Tibet half. Die Cagra Trülkus gelten als Vajrapāṇi-Emanationen.
Der 11. Vertreter, Lobsang Tendzin (blo bzang btsan 'dzin), ist der Sohn des tibetischen Politikers Lhalu Tsewang Dorje (lha klu tshe dbang rdo rje).
Lobsang Tendzin, der keiner Partei angehört, wurde 2003 zum Vizevorsitzenden der Autonomen Gebiets Tibet der Volksrepublik China gewählt.

## Übersicht
(Angaben überwiegend nach treasuryoflives.org)
- 1. Sanggye Peljor (sangs rgyas dpal 'byor) (1449–1523)
- 2. Chöje Ngawang (chos rje ngag dbang) (1525–1591)
- 3. Ngawang Chojor Zangpo (ngag dbang chos ’byor bzang po) (1595–1606)
- 4. Ngawang Thrinle Sangpo (ngag dbang 'phrin las bzang po) (1607–1667)
- 5. Ngawang Tendzin Lhündrub (1671–1727)
- 6. Ngawang Thrinle Pelsang (1730–1794)
- 7. Ngawang Pelden Gyeltshen Chökyi Wangchug (1796–1860)
- 8. Ngawang Tenpe Chungne Thrinle Chökyi Gyeltshen (1861–1914)
- 9. Lobsang Thrinle Namgyel (1915–1933)
- 10. Jampel Kelsang Jigme Chökyi Gyeltshen ('jam dpal bskal bzang 'jigs med chos kyi rgyal mtshan) (1934–1948)
- 11. Lobsang Tendzin (blo bzang btsan 'dzin) (geb. 1953; seit 1956)[8]